# Masuhara Keizo
Keizo Masuhara (sinh ngày 26 tháng 8 năm 1969) là một cầu thủ bóng đá người Nhật Bản.

## Sự nghiệp câu lạc bộ
Keizo Masuhara đã từng chơi cho Gamba Osaka.